# کوسه دماغ‌سیاه
کوسه دماغ‌سیاه (نام علمی: Carcharhinus acronotus) نام یک گونه از خانواده کوسه‌ماهیان درنده است.